# Далматинске бригаде НОВЈ
Током Народноослободилачке борбе народа Југославије, од 1941. до 1945. године у оквиру Народноослободилачке војске Југуославије формирано је укупно 14. бригада, које су носиле назив далматинске.
За пролетерске су проглашене Прва и Друга далматинска бригада. За ударне Прва, Друга, Трећа, Седма и Једанаеста далматинска бригада, а Орденом народног хероја су одликоване Прва, Друга и Трећа далматинска бригада.

## Списак далматинских бригада
| назив                                            | датум формирања     | место формирања              | одликовања          |
| ------------------------------------------------ | ------------------- | ---------------------------- | ------------------- |
| Прва далматинска пролетерска ударна бригада      | 6. септембар 1942.  | Добро, код Ливна             | ОНХ, ОНО, ОПЗ и ОБЈ |
| Друга далматинска пролетерска ударна бригада     | 2. октобар 1942.    | Уништа, код Б. Грахова       | ОНХ, ОНО, ОПЗ и ОБЈ |
| Трећа далматинска ударна бригада                 | 12. новембар 1942.  | Врба, код Мућа               | ОНХ, ОНО и ОБЈ      |
| Четврта далматинска бригада                      | 6. јануар 1943.     | Шошићи, на Бикову            | ОЗН и ОБЈ           |
| Пета далматинска бригада                         | 3. фебруар 1943.    | околина Босанског Грахова    | ОЗН и ОБЈ           |
| Шеста далматинска (буковичка) бригада            | 31. август 1943.    | Далматинска Буковица         | ОЗН и ОБЈ           |
| Седма далматинска ударна бригада                 | 12. септембар 1943. | Карин                        | ОЗН и ОБЈ           |
| Осма далматинска (шибенска) бригада              | 10. септембар 1943. | Богдановићи, код Шибеника    | ОЗН и ОБЈ           |
| Девета далматинска (трогирска) бригада           | 12. септембар 1943. | Сегет Доњи, код Трогира      | ОЗН и ОБЈ           |
| Десета далматинска (цетинска) бригада            | 14. септембар 1943. | Дугопоље, код Сиња           | ОЗН и ОБЈ           |
| Једанаеста далматинска ударна бригада            | 2. октобар 1943.    | Козица, на Биокову           | ОЗН и ОБЈ           |
| Дванаеста далматинска бригада                    | 21. септембар 1943. | Нережишће, на Брачу          | ОЗН и ОБЈ           |
| Тринаеста далматинска (јужнодалматинска) бригада | 21. септембар 1943. | Пељешац                      | ОЗН и ОБЈ           |
| Четрнаеста далматинска (буковичка) бригада       | 28. јун 1944.       | Биовичино село, код Буковице | ОЗН и ОБЈ           |